# Markovci, Šalovci
Markovci este o localitate din comuna Šalovci, Slovenia, cu o populație de 294 de locuitori.